# Achraf El Bouchataoui
Achraf El Bouchataoui (Rotterdam, 12 gennaio 2000) è un calciatore olandese, centrocampista dell'Eindhoven.

## Caratteristiche tecniche
È un centrocampista centrale dotato di buona visione di gioco ed intelligenza tattica; non particolarmente rapido, è abile nel gioco aereo data la struttura longilinea.

## Carriera

### Club
Nato a Rotterdam da una famiglia di origini marocchine, a sei anni entra a far parte dell'academy del Feyenoord dove percorre tutta la trafila delle varie selezioni giovanili. Il 2 maggio 2019 firma il suo primo contratto professionistico ed il 15 gennaio 2020 viene ceduto in prestito al Dordrecht; debutta fra i professionisti cinque giorni più tardi giocando da titolare il match di Eerste Divisie perso 2-0 contro il Jong Ajax.
Rientrato al Feyenoord per fine prestito, nel febbraio 2021 entra a far parte in pianta stabile della prima squadra ed il 4 aprile debutta in Eredivisie rimpiazzando Leroy Fer nel secondo tempo dell'incontro vinto 2-0 contro il Fortuna Sittard.
Dopo sole 5 presenze di Eredivisie, in estate viene prestato all'RKC Waalwijk.

### Nazionale
Ha giocato nelle nazionali giovanili olandesi Under-15, Under-16, Under-17 ed Under-18.

## Statistiche
Statistiche aggiornate al 19 maggio 2021.

### Presenze e reti nei club
| Stagione        | Squadra         | Campionato      | Campionato | Campionato | Coppe nazionali | Coppe nazionali | Coppe nazionali | Coppe continentali | Coppe continentali | Coppe continentali | Altre coppe | Altre coppe | Altre coppe | Totale | Totale | Totale |
| Stagione        | Squadra         | Comp            | Pres       | Reti       | Comp            | Pres            | Reti            | Comp               | Pres               | Reti               | Comp        | Pres        | Reti        | Pres   | Reti   |        |
| --------------- | --------------- | --------------- | ---------- | ---------- | --------------- | --------------- | --------------- | ------------------ | ------------------ | ------------------ | ----------- | ----------- | ----------- | ------ | ------ | ------ |
| 2019-2020       | Dordrecht       | 1D              | 8          | 0          | CO              | 0               | 0               |                    | -                  | -                  |             | -           | -           | 8      | 0      |        |
| 2020-2021       | Feyenoord       | ED              | 4          | 0          | CO              | 0               | 0               |                    | -                  | -                  |             | -           | -           | 4      | 0      |        |
| Totale carriera | Totale carriera | Totale carriera | 12         | 0          |                 | 0               | 0               |                    | -                  | -                  |             | -           | -           | 12     | 0      |        |